# Rudolf Bultmann
Rudolf Bultmann (20. srpna 1884 Wiefelstede, Oldenburg – 30. července 1976 Marburg) byl německý luterský teolog a biblista, představitel školy dějin forem (Formgeschichte) a autor projektu demytologizace a existenciálního výkladu Nového zákona.

## Život a dílo
Narodil se v rodině luterského faráře, maturoval v Oldenburgu a pak studoval teologii v Tübingenu, v Berlíně a v Marburgu, kde roku 1910 promoval prací o slohu epištol apoštola Pavla. Mezi jeho učiteli byli Hermann Gunkel a Johannes Weiß. O dva roky později se habilitoval a přednášel Nový zákon v Marburgu, ve Vratislavi a od roku 1921 až do svého emeritování 1951 opět v Marburgu. Zde jej také silně ovlivnilo setkání s Martinem Heideggerem a jeho filosofií pobytu (existence). Už jeho první dílo, Dějiny synoptické tradice (1921), vzbudilo velkou pozornost svou metodou rozboru textu evangelií, jejž Bultmann rozkládal na krátké tropy či textové jednotky a sledoval pak jejich vývoj v různých synoptických evangeliích. Součástí tohoto rozboru je i určení „životního zasazení“ (Sitz im Leben), to jest dobové souvislosti a kazatelského použití textu.
“Cílem kritiky forem je určit původní podobu textového úseku, například Ježíšova výroku nebo podobenství. Tak můžeme rozlišit druhotné dodatky, což vede k důležitým výsledkům pro dějiny textové tradice.“
Roku 1941 vydal Janovo evangelium, důkladný a kontroverzní kritický výklad, který ho vedl k předpokladu ztraceného Evangelia znamení, z něhož Janovo evangelium čerpalo zprávy o Ježíšových zázracích. Téhož roku vydal rovněž velmi diskutovanou přednášku Nový zákon a mytologie, kde představil svůj projekt demytologizace, to jest výkladu mytických a zázračných prvků Bible jako výrazů určitého sebepochopení vypravěče. Inspirován Heideggerovou filosofií nechápal Bultmann taková vyprávění jako pokusy o objektivní popis vnějších událostí, ale jako výrazy vnitřní zkušenosti vypravěče a evangelium pak jako vyjádření teologických stanovisek formou příběhů. Zázračné příběhy se tedy nemají ignorovat, nýbrž vyložit přiměřeně současné životní zkušenosti. Jiný významný protestantský teolog, Karl Barth, proto Bultmanna ostře kritizoval, že přizpůsobuje Boží zjevení na míru člověka.
Radikální Bultmannova kritika rozlišovala mezi historickým Ježíšem a zvěstovaným Kristem a nakonec vyústila do tvrzení, že křesťanství je založeno na kázání či kérygmatu, které přijímáme vírou (srov. Ř 10,17: víra je tedy ze zvěstování a zvěstování z pověření Kristova), ne nutně na historických událostech (Kérygma a mýtus, 1953), které si přivlastňujeme rozumovým poznáním. Tento radikální postoj už jeho žáci většinou kritizovali a opustili, jeho metoda se však stále používá a jeho vědecká pečlivost a akribie je i dnes vzorem pro mnoho biblistů. Bultmannův přístup ke zkoumání biblického textu vedl ve svém důsledku v hlavním proudu odborné biblistiky nejen k odvratu od liberální teologie směrem k dialektické teologii (sám Bultmann se s liberalismem rozešel již ve 20. letech 20. století), ale k překonání liberální teologie jako takové.
Bultmann byl členem Vyznavačské církve, která odmítala nacismus, a vychoval řadu významných žáků, mezi nimiž byli například Hannah Arendtová, Günther Bornkamm, Herbert Braun, Hans Conzelmann, Gerhard Ebeling, Ernst Käsemann a Heinrich Schlier. Do diskuse o Kérygmatu a mýtu vstoupil kriticky i pražský biblista profesor Josef Bohumil Souček.
| „                                               | Vlastním smyslem mýtu není podávat objektivní obraz světa; v něm se naopak vyjadřuje, jak si člověk sám ve svém světě rozumí. Mýtus nechce být vykládán kosmologicky, nýbrž antropologicky – přesněji existenciálně. | “ |
| — Neues Testament und Mythologie, 1941, str. 22 | |   |